# 海峡之声广播电台
海峡之声（英語：Voice of Strait，缩写为），前身是创建于1958年8月24日的中国人民解放军福建前线广播电台，由中国人民解放军设立，现隶属于中央军委政治工作部，正师级单位，代號為61023部隊。主要面向臺灣广播，也是中华人民共和国现有的5个对外广播电台之一（其它4个为中国国际广播电台、中国华艺广播公司、广西对外广播电台和云南人民广播电台香格里拉之声）。现拥有一个广播频道，主要用普通话播音（但部分节目同时使用普通话和闽南话），还设立了华夏经典网络电台。该台设有官方网站《海峡之声网》。总部設立於中华人民共和国福建省福州市鼓楼区白马北路园垱街15号。

## 历史
- 1958年8月，为配合中国人民解放军福建前线部队炮击金门，中国共产党中国人民解放军福州军区委员会和中国共产党福建省委员会决定，在厦门组建中国人民解放军福建前线广播电台。1958年8月24日正式对金门广播[2][3][4]。
- 1964年8月14日，中国人民解放军总参谋部、中国人民解放军总政治部正式授予上述番号，并规定该台为师级单位，归中国人民解放军福州军区政治部建制领导。电台机关从厦门杏林迁至福州新店，在厦门设分台[4]。以后陆续建立了福州、厦门、古田、光泽等4个分台[2]。
- 经中共中央书记处和中央军委批准，1984年1月1日起，改名中国人民解放军海峡之声广播电台[2][4]。
- 1985年8月31日，划归中国人民解放军南京军区政治部建制领导[4]。
- 1991年，在中国大陆率先推出大型综合板块节目《空中立交桥》[5]。同年开办中国华艺广播公司[6]。
- 后来转隶中国人民解放军总政治部[7][8]。2011年，中国人民解放军总政治部三一一基地被指定为所有对台心理战工作的焦点，包括帮助转播海峡之声广播电台的节目[9]。
- 2000年3月，《海峡之声网》正式上线[10]。
- 2002年1月1日，海峡之声闽南话频道开播[11]。
- 2012年1月1日，海峡之声与《海峡都市报》合作的“海都阳光调频”开播[12]。原“巴士广播网”随着福州广播电视台移动频道的开播而被取代。
- 2013年8月24日，《海峡之声网》开设了“华夏经典网络电台”，全天24小时播出[3]。
- 2020年8月1日，汽车生活广播，综合广播停播，都市阳光调频呼号调整为“海峡之声文化生活广播”，FM90.6频率改为转播海峡之声新闻广播。
- 2023年1月20日，海峡之声频率大幅精简，仅保留一套频率，播出时间改为12:00－23:00[13]。
- 2023年12月18日，海峡之声恢复上午时段播音，目前每天播音时间为06:25 - 24:00（周三因检修而在11:55开始播音）。

## 历任领导
| 台长 ...... - 曹曲水（？—？，福建前线广播电台台长） ...... - 朱兆祥（？—？，福建前线广播电台台长） ...... - 周柏生（？—1982年，福建前线广播电台台长） ...... - 陈锡宏（？—？） - 刘宜民（？—？） - 钟志刚 大校（？—？） - 冉继业（2016年—） | 政治委员 ...... - 孔祥铎（？—？） - 宋海航 少将（？—？） - 胡永新（？—2009年9月） - 冉继业（？—2016年） - 王双阳（2016年—） |

## 信号状况
海峡之声主要使用中波和短波对台湾和东南亚地区播音，其中短波发射机位于福建省福州市仓山区万里村的552台，功率为50KW，发射角140度。中波在台湾西部收听效果较好，由于中央山脉的阻挡，台湾东部沿海地区信号较弱。另有调频广播发射机设立于福州和厦门，主要对马祖、金门地区广播。

## 收听频率
- 中波：666、783kHz
- 短波：4900kHz
- 调频：90.6、99.6MHz（福州）、97.9MHz（厦门）

注：短波由国家广播电视总局552台发射，功率50kW，发射地点位于福建省福州市仓山区万里村牛眠山巷71号，中波由福建107台發射，位於福建省福州市平潭縣。

## 调谐信号
海峡之声的广播开始曲为《三大纪律八项注意》的编钟版本，之后男播音员和女播音员会说出“海峡之声广播电台”的台名（闽南话广播的则为“海峡之声广播电台闽南话广播”，用闽南话说出）。

## 外部連結
- 海峡之声网（页面存档备份，存于）